# Kazutoki Umezu

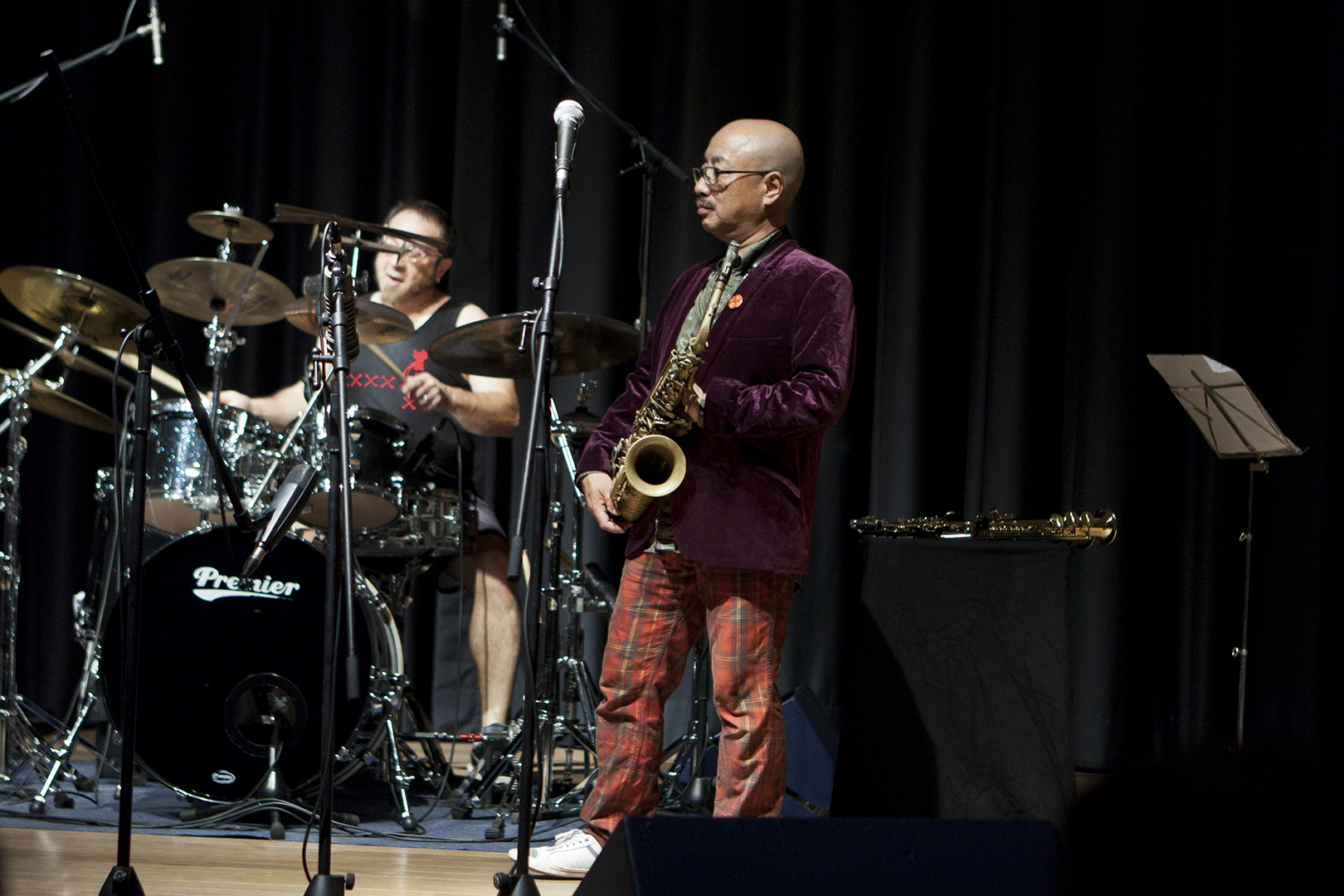
Kazutoki Umezu am 27. September 2011 im Japanischen Kulturinstitut Köln

Kazutoki „Doctor“ Umezu (jap. 梅津 和時, Umezu Kazutoki; * 17. Oktober 1949 in Sendai, Präfektur Miyagi) ist ein japanischer Musiker des Creative Jazz (Klarinetten, Alt- und Sopransaxophon, Perkussion, Komposition).

## Leben und Wirken
Umezu erlernte mit 13 Jahren Klarinette. Er studierte an der Kunitachi-Musikhochschule. In dieser Zeit trat er im Duo mit dem Pianisten Yoriyuki Harada auf. 1974 zog er nach New York City, wo er die Loftszene erkundete und mit David Murray, Lester Bowie, Arthur Blythe und Oliver Lake, aber auch mit John Zorn, Barre Phillips und Peter Brötzmann arbeitete. Zurück in Japan spielte er ab 1977 mit Toshinori Kondō und Masahiko Togashi. Er gründete eigene Gruppen. Insbesondere mit seiner Doctor Umezu Band, die eine humorvolle Variante von Free Jazz präsentierte, hatte er auch international großen Erfolg; so trat er mit dieser Band 1980 bei den Donaueschinger Musiktagen auf und gastierte zwei Mal beim Moers Festival sowie bei anderen europäischen Festivals. Er arbeitete auch mit dem eher komödiantisch orientierten großformatigen Seikatsu Kōjō Iinkai Orchestra (生活向上委員会大管弦楽団) und der Band DIVA, die außer ihm nur aus Frauen bestand. 1989 gründete er das Sextett Shakushain; mit Tom Cora und dem Perkussionisten Samm Bennett wirkte er in dem Trio Third Person, das auch mit dem Sänger Tetsuhiro Daiku aufnahm.
Projekte mit Masahiko Satō, Kazumi Watanabe sowie Nobuyoshi Ino führten ihn 1990 auch nach Australien. 1992 gründete er eine japanische Klezmerband (Betsuni Nanmo Klezmer), mit der er auch aktuell (2007) noch auftritt; daneben experimentierte er in der Band Nazo mit einer Fusion von Arabeske und Jazz. 1999 gründete er seine Doctor Umezu Kiki Band, mit der er drei CDs vorlegte und in Europa und Südostasien auf Tournee war. Er ist zudem Mitglied des niederländischen Saxophon-Sextett De Zes Winden. Weiterhin ist er auf Alben von Mal Waldron und Yosuke Yamashita zu hören. Auch arbeitete er mit Marc Ribot, George Lewis, Ned Rothenberg, Wayne Horvitz und Kenny Wollesen, aber ebenso mit David Sanborn und mit B. B. King.

## Diskographische Hinweise
- Shin Myong (1992)
- Eclecticism (1994)
- Pandora’s Cocktail (1999)
- Shinohkubo Gentleman (1999)

## Lexigraphische Einträge
- Martin Kunzler: Jazz-Lexikon. Band 2: M–Z (= rororo-Sachbuch. Bd. 16513). 2. Auflage. Rowohlt, Reinbek bei Hamburg 2004, ISBN 3-499-16513-9.
- Leonard Feather, Ira Gitler: The Biographical Encyclopedia of Jazz. Oxford University Press, New York 1999, ISBN 0-19-532000-X.